# Pinto Rimba (Trumon Timur)
Pinto Rimba is een bestuurslaag in het regentschap Aceh Selatan van de provincie Atjeh, Indonesië. Pinto Rimba telt 1000 inwoners (volkstelling 2010).